# Classe T (sous-marin)
Pour les autres classes de navires du même nom, voir classe T.
La classe T (ou classe Triton) est une classe de 52 sous-marins construit par la Royal Navy dans les années 1930 pour remplacer progressivement les classes O, P et R. Cinquante-deux unités seront réalisées juste avant et pendant la Seconde Guerre mondiale. Les différentes unités furent réalisées sur les chantiers navals Vickers-Armstrongs de Barrow-in-Furness, Chatham Dockyard de Chatham, Scotts de Greenock, Cammell Laird de Birkenhead, HMNB Devonport et HMNB Portsmouth, Bellis & Morton Ltd.

## Conception
Cette classe, commencée en 1934, a été contrainte de respecter les termes de Traité naval de Londres de 1930, limitant la flotte sous-marine britannique à 52 700 tonnes (Long ton) avec un maximum de 2 000 t par unité. Son artillerie ne devait pas dépasser le 130 mm (5,1 pouces).

À cause de la crise financière, la conception d'un modèle autour des 1 100 tonnes fut imaginée pour répondre à une capacité d'être moins facilement détecté par sonar et aussi de pouvoir naviguer avec une grande autonomie (environ 15 000 km).

La conception finale fut un armement d'un seul canon de pont de 101 mm mais de dix tubes lance-torpilles en tir avant (dont 6 tubes internes dans l'étrave et 4 tubes externes à la proue et au milieu de la coque).

Le Groupe 3 bénéficia de l'accroissement de sa capacité de carburant à 230 tonnes, permettant un rayon d'action de 20 000 km.

## Service
Pendant la Seconde Guerre mondiale, ils ont opéré sur tous les théâtres d'opérations navales, subissant la perte d'un quart des unités. Ils étaient plus vulnérables en mer Méditerranée à cause de leur longueur et de la clarté des eaux.

Après la guerre, les survivants des groupes 1 & 2 ont été démantelés.

Les unités du groupe 3, entre 1940 et 1950, furent équipés de schnorchel pour obtenir un fonctionnement plus silencieux face à la marine soviétique.

À partir de 1948, huit sous-marins subirent une refonte au chantier de Chatham Dockyard : élimination des armes de pont, affinement du kiosque et divers autres modifications pour devenir des sous-marins plus silencieux et plus rapides.

## Les sous-marins de classe T

### Groupe 1
Quinze submersibles furent réalisés avant le début de la guerre, dans différents plans de programmation : 1935 (1 unité), 1936 (4 unités), 1937 (7 unités) et 1938 (3 unités).

Les bateaux, conçus à l'origine avec une étrave à bulbe pour couvrir les deux tubes lance-torpilles externes, furent modifiés par retrait des tubes externes qui réduisaient la vitesse.

Seuls six survécurent à la guerre.
| N° de coque | Nom                        | Lancement        | Service effectif  | Chantier naval                       | Fin de carrière                                                |
| ----------- | -------------------------- | ---------------- | ----------------- | ------------------------------------ | -------------------------------------------------------------- |
| N15         | HMS Triton                 | 5 octobre 1937   | 9 novembre 1938   | Vickers-Armstrongs Barrow-in-Furness | coulé le 18 décembre 1940 dans le Canal d'Otrante              |
| N25         | HMS Thetis HMS Thunderbolt | 29 juin 1938     | 26 octobre 1938   | Cammell Laird Birkenhead             | sombré le 1er juin 1939 renfloué en 1940 coulé le 14 mars 1943 |
| N76         | HMS Thetis                 | 8 décembre 1938  | 17 octobre 1939   | Scotts Greenock                      | vendu en juillet 1947 pour démolition                          |
| N52         | HMS Trident                | 7 décembre 1938  | 1er octobre 1939  | Cammell Laird Birkenhead             | vendu le 17 février 1946 pour démolition                       |
| N18         | HMS Triumph                | 16 février 1938  | 2 mai 1939        | Vickers-Armstrongs Barrow-in-Furness | coulé le 14 janvier 1942                                       |
| N38         | HMS Taku                   | 20 mai 1939      | 3 janvier 1940    | Cammell Laird Birkenhead             | vendu en novembre 1946 pour démolition                         |
| N17         | HMS Tarpon                 | 17 octobre 1939  | 8 mars 1940       | Scotts Greenock                      | coulé le 10 avril 1940                                         |
| N24         | HMS Thistle                | 7 décembre 1938  | 1er octobre 1939  | Vickers-Armstrongs Barrow-in-Furness | coulé le 10 avril 1940                                         |
| N63         | HMS Tigris                 | 31 octobre 1939  | 20 juin 1940      | Chatham Dockyard                     | coulé le 27 février 1943                                       |
| N53         | HMS Triad                  | 5 mai 1939       | 16 septembre 1940 | Vickers-Armstrongs Barrow-in-Furness | coulé le 15 octobre 1940 par sous-marin italien Enrico Toti    |
| N68         | HMS Truant                 | 5 mai 1939       | 31 octobre 1939   | Vickers-Armstrongs Barrow-in-Furness | vendu le 19 décembre 1945 pour démolition                      |
| N94         | HMS Tuna                   | 10 mai 1940      | 1er août 1940     | Scotts Greenock                      | vendu le 19 décembre 1945 pour démolition                      |
| N78         | HMS Talisman               | 29 janvier 1940  | 29 juin 1940      | Cammell Laird Birkenhead             | coulé le 17 septembre 1942                                     |
| N77         | HMS Tetrarch               | 14 novembre 1939 | 15 février 1940   | Vickers-Armstrongs Barrow-in-Furness | coulé le 2 novembre 1941                                       |
| N79         | HMS Torbay                 | 9 avril 1940     | 14 janvier 1941   | Chatham Dockyard                     | vendu le 19 novembre 1945 pour démolition                      |

### Groupe 2
Sept unités ont été commandées dans le cadre du programme d'urgence de 1939.

Des modifications au niveau des tubes lance-torpilles ont été pratiquées. Huit tubes restèrent en place pour le tir avant et trois autres furent adaptés pour le tir arrière.

Les unités du groupe 2 opérèrent en mer Méditerranée.

Seules deux unités survécurent au combat.
| N° de coque | Nom           | Lancement        | Service effectif | Chantier naval                       | Fin de carrière                                       |
| ----------- | ------------- | ---------------- | ---------------- | ------------------------------------ | ----------------------------------------------------- |
| N86         | HMS Tempest   | 10 juin 1940     | 6 décembre 1941  | Cammell Laird Birkenhead             | coulé le 13 février 1942 par torpilleur italien Circe |
| N11         | HMS Thorn     | 18 mars 1941     | 26 août 1941     | Cammell Laird Birkenhead             | coulé le 6 août 1942 par torpilleur italien Pegaso    |
| N37         | HMS Thrasher  | 28 novembre 1940 | 14 mai 1941      | Cammell Laird Birkenhead             | détruit le 9 mars 1947                                |
| N48         | HMS Traveller | 27 août 1941     | 10 avril 1942    | Scotts Greenock                      | coulé le 4 décembre 1942                              |
| N91         | HMS Trooper   | 5 mars 1942      | 29 août 1942     | Scotts Greenock                      | coulé le 17 octobre 1943                              |
| N45         | HMS Trusty    | 14 mars 1941     | 30 juillet 1941  | Vickers-Armstrongs Barrow-in-Furness | vendu en janvier 1947 pour démolition                 |
| N98         | HMS Turbulent | 12 mai 1941      | 2 décembre 1941  | Vickers-Armstrongs Barrow-in-Furness | coulé le 12 mars 1943                                 |

### Groupe 3
À cause de l'austérité économique en temps de guerre, des économies furent faites sur la construction. La soudure des éléments de coque remplace progressivement le rivetage, l'acier remplace la tuyauterie en cuivre, des éléments non nécessaires sont supprimés. Leur plus grande légèreté leur permet d'atteindre une profondeur de plongée de plus de 100 m.
- 9 sous-marins sont ordonnés dans le cadre de la programmation de 1940

| N° de coque | Nom                       | Lancement         | Service effectif  | Chantier naval                             | Fin de carrière |
| ----------- | ------------------------- | ----------------- | ----------------- | ------------------------------------------ | --- |
| P311        | HMS P311                  | 5 mars 1942       | 7 août 1942       | Vickers-Armstrongs Barrow-in-Furness       | coulé probablement le 2 janvier 1943 en rejoignant Malte. L'épave a été retrouvée, intacte, en mai 2016, près de l'île de Tavolara, au nord-est de la Sardaigne, par 80 mètres de profondeur. |
| P312        | HMS Trespasser            | 29 mai 1942       | 25 septembre 1942 | Vickers-Armstrongs Barrow-in-Furness       | détruit le 26 septembre 1961 |
| P399        | HMS Taurus- HNLMS Dolfijn | 27 juin 1942      | 3 novembre 1942   | Vickers-Armstrongs Barrow-in-Furness       | transféré le 4 juin 1948 à la marine royale néerlandaise détruit en avril 1960 |
| P314        | HMS Tactician             | 29 juillet 1942   | 29 novembre 1942  | Vickers-Armstrongs Barrow-in-Furness       | détruit le 6 décembre 1963 |
| P315        | HMS Truculent             | 12 septembre 1942 | 31 décembre 1942  | Vickers-Armstrongs Barrow-in-Furness       | coulé accidentellement le 12 janvier 1950 |
| P316        | HMS Templar               | 26 octobre 1942   | 15 février 1943   | Vickers-Armstrongs Barrow-in-Furness       | coulé le 4 décembre 1954 comme navire cible |
| P317        | HMS Tally-Ho              | 23 décembre 1942  | 12 avril 1943     | Vickers-Armstrongs et John Brown & Company | détruit le 10 février 1967 |
| P318        | HMS Tantalus              | 24 février 1943   | 2 juin 1943       | Vickers-Armstrongs Barrow-in-Furness       | détruit en novembre 1950 |
| P319        | HMS Tantivy               | 6 avril 1943      | 25 juillet 1943   | Vickers-Armstrongs et John Brown & Company | coulé en 1951 comme navire cible |

- 17 sous-marins sont ordonnés dans le cadre de la programmation de 1941.

| N° de coque | Nom                             | Lancement         | Service effectif                                           | Chantier naval                               | Fin de carrière                           |
| ----------- | ------------------------------- | ----------------- | ---------------------------------------------------------- | -------------------------------------------- | ----------------------------------------- |
| P321        | HMS Telemachus                  | 19 juin 1943      | 25 octobre 1943                                            | Vickers-Armstrongs Barrow-in-Furness         | détruit le 28 août 1961 à Charleston      |
| P322        | HMS Talent- HNLMS Zwaardvis     | 17 juillet 1943   | transféré à la Marine royale néerlandaise 23 novembre 1943 | Vickers-Armstrongs et John Brown & Company   | vendu le 12 juillet 1963 pour démolition  |
| P323        | HMS Terrapin                    | 31 août 1943      | 22 janvier 1944                                            | Vickers-Armstrongs et Bellis and Morcom Ltd. | détruit en juin 1946                      |
| P324        | HMS Thorough                    | 30 octobre 1943   | 1er mars 1944                                              | Vickers-Armstrongs Barrow-in-Furness         | détruit le 29 juin 1962                   |
| P325        | HMS Thule                       | 22 octobre 1942   | 13 mai 1944                                                | HMNB Devonport                               | détruit le 14 septembre 1962              |
| P326        | HMS Tudor                       | 23 septembre 1942 | 16 janvier 1944                                            | HMNB Devonport                               | détruit le 1er juillet 1963               |
| P327        | HMS Tireless                    | 19 mars 1943      | 18 avril 1945                                              | HMNB Portsmouth                              | détruit en août 1968                      |
| P328        | HMS Token                       | 19 mars 1943      | 15 décembre 1945                                           | HMNB Portsmouth                              | détruit en mars 1970                      |
| P329        | HMS Tradewind                   | 11 décembre 1942  | 18 octobre 1943                                            | Chatham Dockyard                             | détruit le 14 décembre 1955               |
| P331        | HMS Trenchant                   | 24 mars 1943      | 26 février 1944                                            | Chatham Dockyard                             | vendu le 1er juillet 1963 pour démolition |
| P332        | HMS Tiptoe                      | 25 février 1944   | 12 juin 1944                                               | Vickers-Armstrongs Barrow-in-Furness         | vendu en 1971, détruit en 1975            |
| P333        | HMS Trump                       | 25 mars 1944      | 8 juillet 1944                                             | Vickers-Armstrongs Barrow-in-Furness         | détruit le 1er août 1971                  |
| P314        | HMS Taciturn                    | 7 juin 1944       | 8 octobre 1944                                             | Vickers-Armstrongs et Bellis and Morcom Ltd. | détruit le 8 août 1971                    |
| P335        | HMS Tapir- HNLMS Zeehond (1948) | 21 août 1944      | 30 décembre 1944                                           | Vickers-Armstrongs Barrow-in-Furness         | détruit en décembre 1966                  |
| P336        | HMS Tarn- HNLMS Tijgerhaai      | 29 novembre 1944  | transféré à la Marine royale néerlandaise 28 mars 1945     | Vickers-Armstrongs et John Brown & Company   | détruit le 10 février 1967                |
| P337        | HMS Talent                      | 13 février 1945   | 27 juillet 1945                                            | Vickers-Armstrongs Barrow-in-Furness         | détruit le 1er février 1970               |
| P338        | HMS Teredo                      | 27 avril 1945     | 13 avril 1946                                              | Vickers-Armstrongs et John Brown & Company   | détruit le 5 juin 1965                    |

- 14 sous-marins sont ordonnés dans le cadre de la programmation de 1942.

Seuls cinq unités ont été achevées.
| N° de coque | Nom                        | Lancement         | Service effectif | Chantier naval   | Fin de carrière                                   |
| ----------- | -------------------------- | ----------------- | ---------------- | ---------------- | ------------------------------------------------- |
| P342        | HMS Tabard                 | 21 novembre 1945  | 25 juin 1946     | Scotts Greenock  | vendu le 2 juin 1974                              |
| P352        | HMS Totem- INS Dakar       | 28 septembre 1943 | 9 janvier 1945   | HMNB Devonport   | vendu en 1965 à Israël détruit le 25 janvier 1968 |
| P353        | HMS Truncheon- INS Dolphin | 22 février 1944   | 25 mai 1945      | HMNB Devonport   | vendu en 1968 à Israël détruit en 1977            |
| P354        | HMS Turpin- INS Leviathan  | 5 août 1943       | 18 décembre 1944 | Chatham Dockyard | vendu en 1965 à Israël détruit en 1978            |
| P355        | HMS Thermopylae            | 27 juin 1945      | 5 décembre 1945  | Chatham Dockyard | détruit en août 1970                              |

Les neuf autres déjà commandés ont été annulés le 29 octobre 1945, à la fin des hostilités.
- HMS Thor (P349) : lancé le 18 avril 1944, non achevé et détruit en juillet 1946
- HMS Tiara (P351) : lancé le 18 avril 1944, non achevé et détruit en juin 1947
- HMS Theban (P341) :
- HMS Talzent (P343) :
- HMS Threat (P344) :
- HMS P345 :
- HMS P346 :
- HMS P347 :
- HMS P348 :